# Анчабадзе, Зураб Вианорович
Зураб Вианорович Анчабадзе (груз. ზურაბ ვიანორის ძე ანჩაბაძე; 22 апреля 1920, Гагра — 28 января 1984, Сухуми) — советский историк, доктор исторических наук, профессор, первый ректор Абхазского государственного университета.

## Биография
Родился 22 апреля 1921 года в г. Гагра в семье абхазского врача. Происходил из древнего княжеского рода Ачба-Анчабадзе. Бабушка и мать были мегрельскими дворянками. В доме говорили как на грузинском, так и на абхазском языках.
В 1938 году окончил среднюю школу в Сухуми. В 1937 году были арестованы его родители и он с сестрой переселился к тётке в Тбилиси.
В 1941 году с отличием окончил Сухумский педагогический институт, затем аспирантуру Института истории им. И. Джавахишвили. В 1948 году защитил кандидатскую (в Тбилиси), в 1960 году — докторскую диссертацию (в Москве). В 1963 году присвоено звание профессора.
В 1980 году избран членом-корреспондентом Академии наук Грузинской ССР. Депутат Совета Национальностей Верховного Совета СССР 9 созыва (1974—1979) от Сухумского городского избирательного округа № 185 Абхазской АССР, член Комиссии по иностранным делам Совета Национальностей.
Неоднократно отстаивал свою научную позицию в полемике с фальсификаторами исторического прошлого абхазского народа. Так например, им была научно опровергнута «теория» Павле Ингороква, о позднейшей миграции абхазов на территорию современной Абхазии.
В 1973 году возглавил Сухумский педагогический институт, а в 1979 году по его инициативе институт был преобразован в Абхазский государственный университет (АГУ), в котором он был ректором до 1984 года, создав кафедру грузинской и абхазской истории, которую сам возглавлял. Под его руководством были защищены 20 кандидатских и 6 докторских диссертаций. Среди воспитанниц ученого была и академик Мариам Лордкипанидзе.

## Семья
- Бабушка — Мария Николаевна (урожденная княжна Дадиани), была грузинской патриоткой, бессменной руководительницей абхазского отделения «Общества по распространению грамотности среди грузинских женщин».
- Дед — Тарас (Тамаш Анчабадзе) являлся членом высшей законодательной организации Абхазии — Народного совета, принимал активное участие в разработке Конституции Абхазии, которая должна была урегулировать отношения с Грузией. В 1921 году во время оборонительной войны Грузии с Россией четыре сына Тараса Анчабадзе находились в рядах грузинской армии. Старший из них погиб на реке Гумиста.
- Отец — Вианор закончил Петербургскую военно-медицинскую академию. В чине вице-полковника участвовал в первой мировой войне. Вернувшись на родину, занялся развитием курортов Черноморского побережья Абхазии, затем в течение нескольких лет был наркомом здравоохранения Абхазии. В 1937 году арестован.
- Мать — Вера Андреевна Шенгелая, грузинка, В 1937 году арестована.
- Сестра — Ирина Вианоровна
- Жена — Тинатин Хахишвили, грузинка
- Сын — Георгий (Гия) Зурабович Анчабадзе, доктор исторических наук, профессор[3]
- Племянник — Юрий Дмитриевич Анчабадзе[4], доктор исторических наук, ведущий научный сотрудник Института этнологии и антропологии им. Н. Н. Миклухо-Маклая РАН, член-корреспондент Академии наук Абхазии.

## Труды
Плодотворно занимался историей народов Северного Кавказа. Ему принадлежат ряд статьи и разделов в сводных трудах по различным вопросам истории народов Северного Кавказа, взаимоотношений с Россией на этапах зрелого и позднего феодализма. Является инициатором создания, редактором и соавтором двухтомника «Очерки истории горских народов Кавказа» (период с древнейших времен до 1917 года).
- «История и культура древней Абхазии» (недоступная ссылка)
- Из истории средневековой Абхазии (VI—XVII вв.)
- «Очерки экономической истории Грузии первой половины XIX века»
- «Вековая и нерушимая дружба братских грузинского и абхазского народов»
- «Очерк этнической культуры абхазского народа»
- «Грузия. Краткий исторический курс»

Соавтор и соредактор:
- «Истории Кабарды»,
- «Истории Балкарии»,
- «Очерков истории Карачаево-Черкесии»,
- «Истории Кабардино-Балкарской АССР»,
- первого тома «Очерков истории Северного Кавказа».